# 야고토역
야고토역(팔사역, 일본어: 八事駅, やごとえき)은 일본 아이치현 나고야시 쇼와구에 위치한 철도역이다.

## 타는 곳
| 1 | ■ 메이조 선   | 모토야마·오조네 방면            |
| 2 | ■ 메이조 선   | 아라타마바시·가나야마 방면      |
| 3 | ■ 쓰루마이 선 | 아카이케·도요타 시 방면         |
| 4 | ■ 쓰루마이 선 | 후시미·가미오타이·이누야마 방면 |

## 역세권 정보
- 아이치 은행
- 나고야 대학 야고토 캠퍼스
- 주쿄 대학
- 국도 제153호선
- 야고토 공원묘원

## 역사
- 1977년 3월 18일: 쓰루마이 선 영업 개시.
- 1978년 10월 1일: 쓰루마이 선 아카이케 역까지 연장, 중간역이 됨, 1번 승강장 사용 개시.
- 2004년 10월 6일: 메이조 선 영업 개시, 환승역이 됨.

## 사진

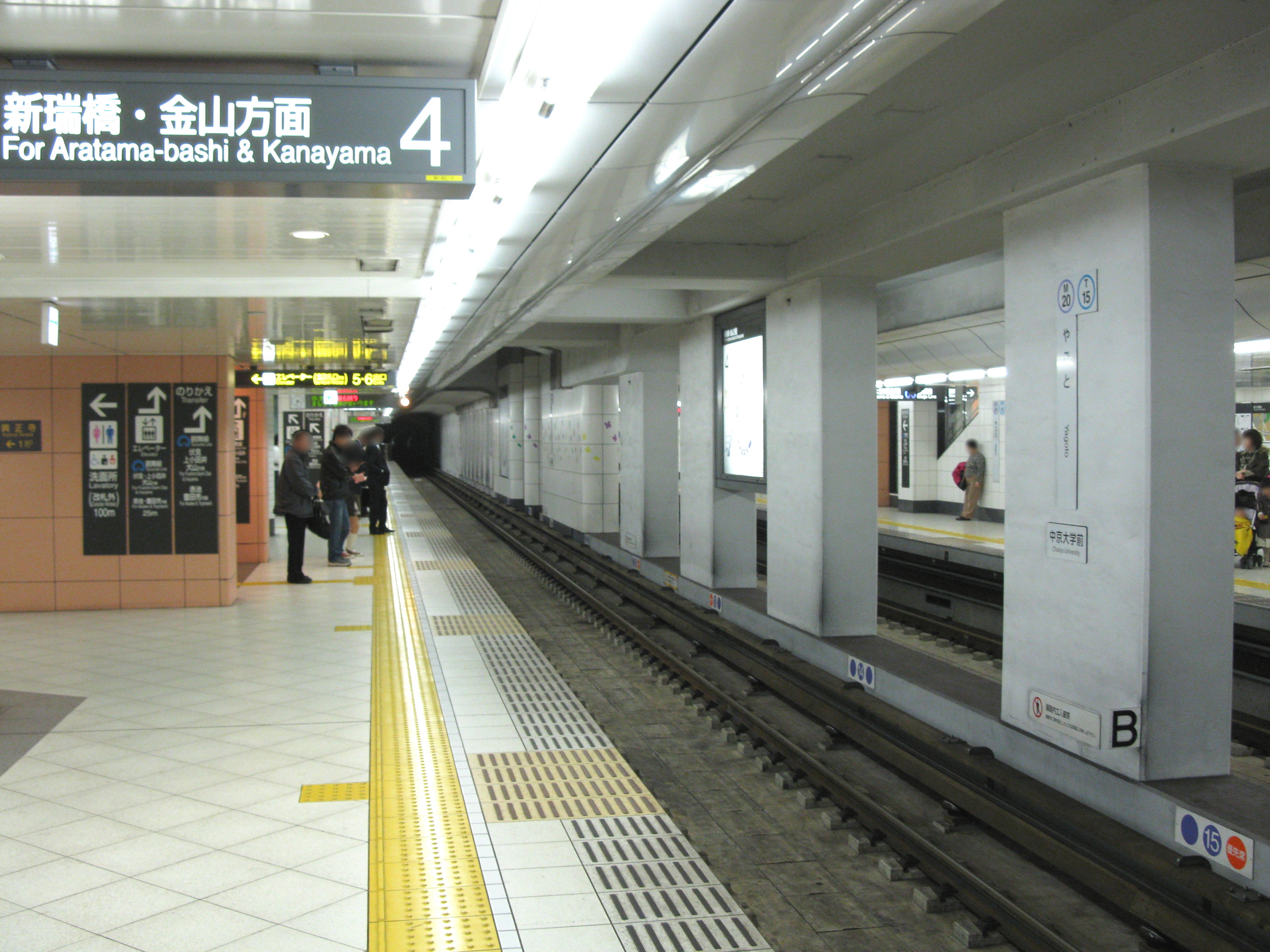
메이조 선 승강장 모습(2010년 3월 16일)

## 인접역
| 나고야 지하철 ■ 쓰루마이 선   | 나고야 지하철 ■ 쓰루마이 선 | 나고야 지하철 ■ 쓰루마이 선     |
| ----------------------------- | --------------------------- | ------------------------------- |
| T 14 이리나카 가미오타이 방면 |                             | 시오가마구치 T 16 아카이케 방면 |
| 나고야 지하철 ■ 메이조 선     |                             |                                 |
| M 19 야고토닛세키 외선 순환   |                             | 소고리하비리센터 M 21 내선 순환 |